# Estil Ringerike
L'estil Ringerike és un estil de decoració zoomòrfica vikinga que es desenvolupà del s. X a l'XI, com a evolució de l'estil Mammen anterior. Rep el nom d'un grup de pedres rúniques decorades amb animals i plantes, elaborades amb pedra provinent de les pedreres de Ringerike, al districte nord d'Oslo.
Els motius més comuns d'aquest estil són lleons, aus, i animals en forma de banda i en espiral, com serps i dracs, amb el cap de perfil i els ulls redons. Molts d'aquests elements apareixen ja en l'art escandinau anterior, com diferents tipus de creus, terminacions en forma de palmera i sogues formant circumvolucions que uneixen diversos elements, i s'hi percep la influència dels estils contemporanis de l'art anglosaxó i otonià.

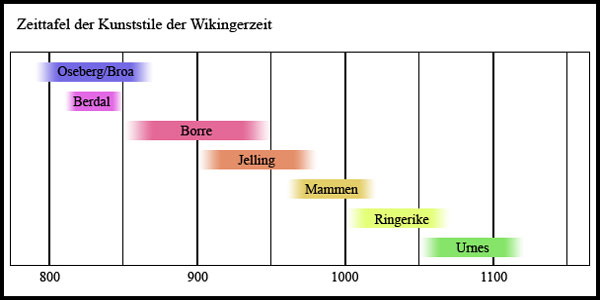
Cronologia dels estils de decoració animal escandinaus

L'ornamentació zoomòrfica de l'època vikinga completa se sol catalogar en aquests estils: Oseberg, Borre, Jelling, Mammen, estil Ringerike i Urnes.

## Galeria

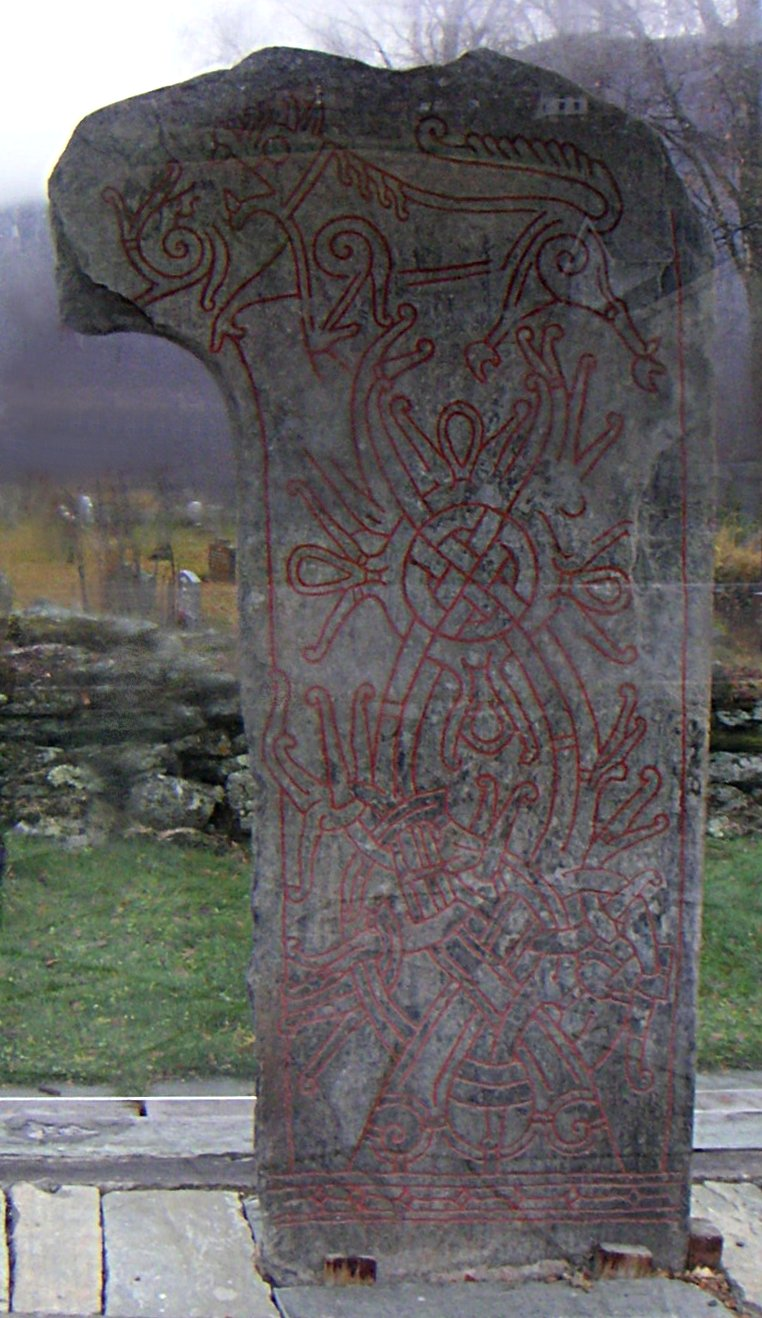
Pedra rúnica de Vang
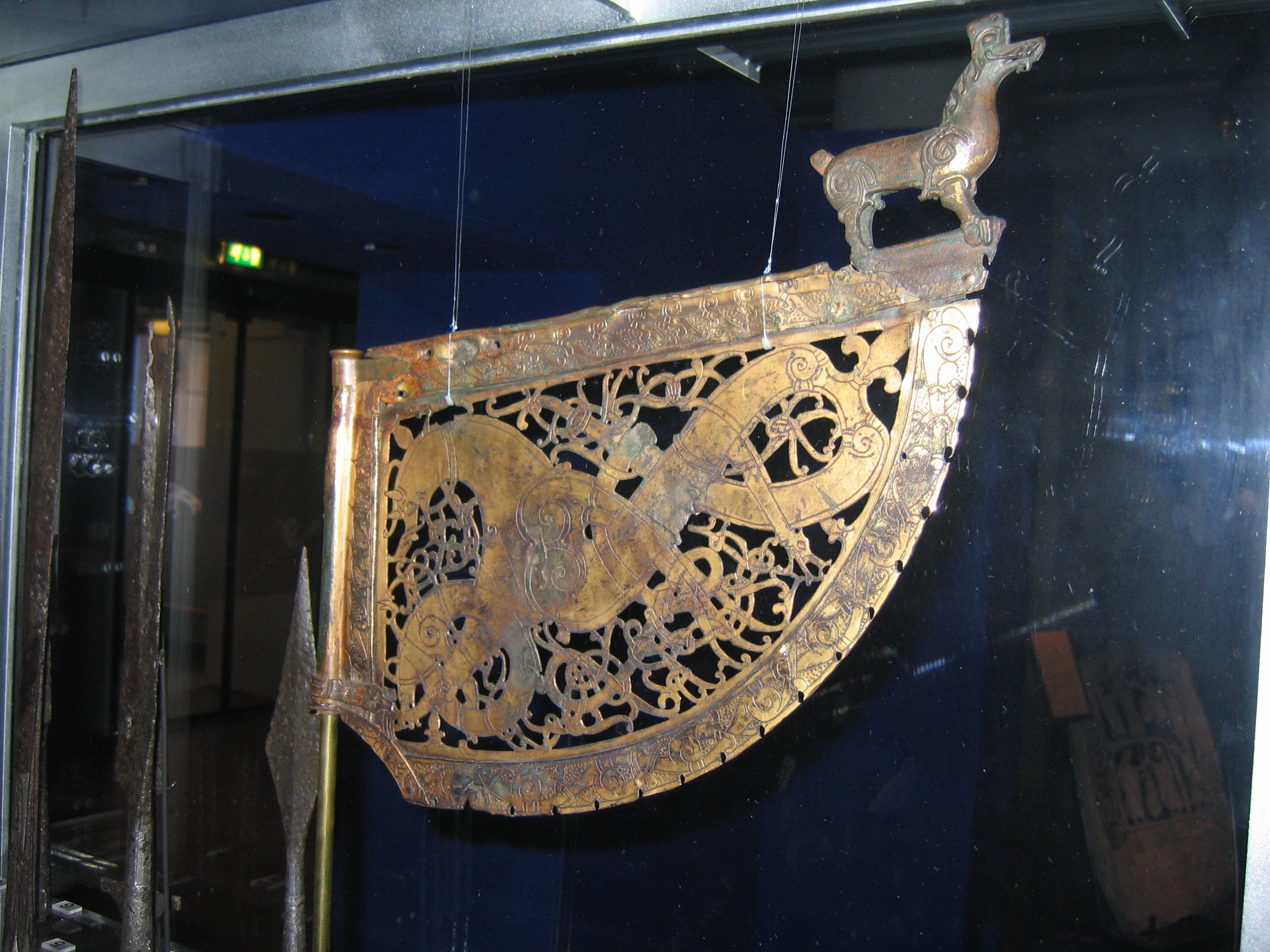
Penell de Söderala
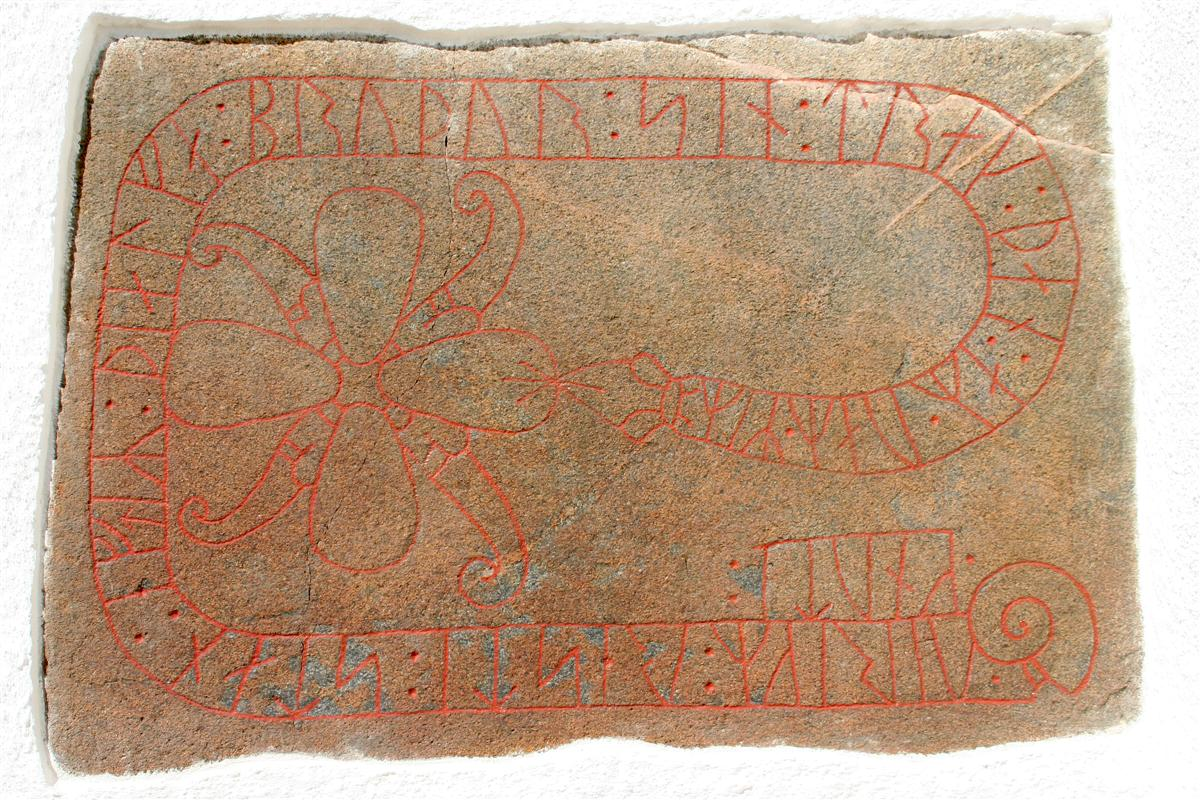
Pedra Ög 111 amb una creu d'estil Ringerike
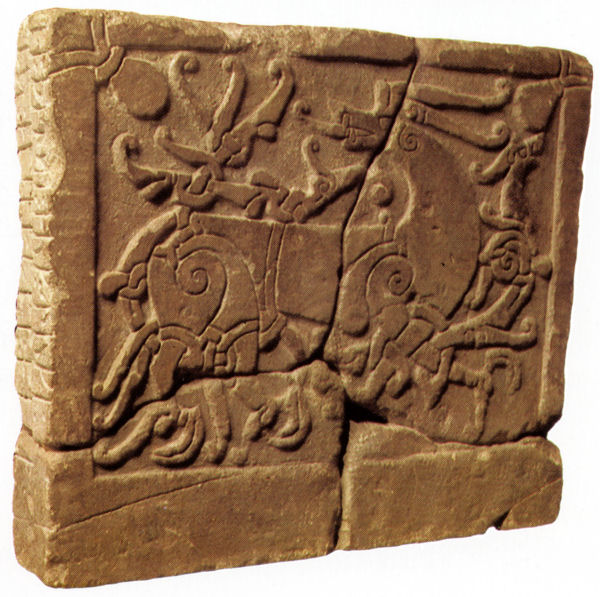
Sepulcre viking de la Seu de Sant Pau de Londres